# Higrometru

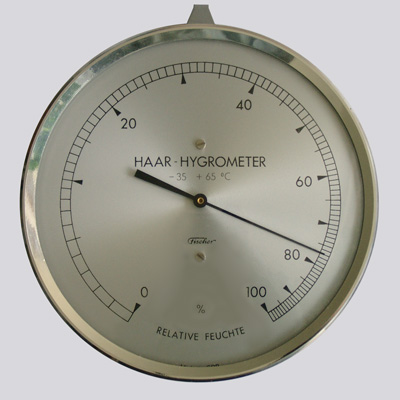
Higrometru, care afişează umiditatea relativă

Un higrometru (numit și umidometru) este un instrument de măsurare a umidității aerului și a altor gaze. De măsurarea umidității aerului atmosferic se ocupă o ramură a meteorologiei, numită higrometrie.

## Variante constructive
Principiul de funcționare a higrometrului cu fir de păr (sau de capron), se bazează pe modificarea lungimii firului în funcție de umiditate. Higrometrul cu firul de par este un aparat de măsură de tip mecanic. În ultimul timp multe higrometre sunt construite cu funcționare electronică.
Există diagrame și tabele cu masa maximă de vapori de apă care poate să se conțină într-un m3 de aer pentru fiecare temperatură posibilă .
Compararea masei reale conținute cu această valoare permite cunoașterea umidității relative (adică a nivelului de umiditate a aerului).